# مانی (مجله)
مانی (انگلیسی: Money) به معنای پول یک مجله متعلق به شرکت تایم بوده و اولین شماره آن در اکتبر ۱۹۷۲ منتشر شده‌است. مقالات این مجله گسترده بوده و موضوعات مالی شخصی مانند: سرمایه‌گذاری، صرفه‌جویی، بازنشستگی، مالیات و امور مالی خانواده‌ها مانند: پرداخت هزینه‌های دانشگاه، کارت اعتباری، شغلی و بهسازی خانه‌ها را پوشش می‌دهد. همچنین مجله مانی برای فهرست سالانه «بهترین مکان‌های زندگی در آمریکا» شناخته شده‌است.